# Castillo Zbarazh
El castillo de Zbarazh (en ucraniano: Збаразький замок), es antiguo fortín localizado en Zbárazh, óblast de Ternópil, Ucrania.

## Historia
Se cree que el castillo fue construido entre 1620 y 1631 por Yuriy y Christopher, quienes eran los últimos príncipes de Zbarazh. El autor principal del proyecto fue el italiano Vinchezzo Scamozzi. Después los príncipes Vyshnevetski remodelaron el fortín. Se sabe que en la parte del patio se ubicaba un palacio de dos pisos, rodeado de cuatro baluartes. El castillo se construyó sobre un terreno de 16 hectáreas.
Entrado ya el siglo XVIII la familia Potocki quedó como propietaria del castillo que entró de decadencia.